# آلبرت فون بتسولد
آلبرت فون بتسولد (آلمانی: Albert von Bezold؛ ۷ ژانویه ۱۸۳۶ – ۲ مارس ۱۸۶۸) فیزیولوژیست و استاد دانشگاه اهل آلمان بود. او در مونیخ و وورتسبورگ درس خواند و در آنجا دستیار امیل دو بوا ریمون بود. سال‌ها بعد خودش استاد فیزیولوژی دانشگاه ینا و دانشگاه وورتسبورگ شد. وی پژوهش‌های مهمی دربارهٔ فیزیولوژی ماهیچه، عصب محیطی و دستگاه گردش خون انجام داد. او همچنین بابت پژوهش‌هایش بر روی اثر مواد شیمیایی دارویی چون کورار، آتروپین و خربق‌های کاذب بر روی ماهیچه، قلب، اعصاب محیطی و دستگاه گردش خون شناخته می‌شود. وی در سن ۳۲ سالگی بر اثر تنگی دریچه میترال ناشی از آندوکاردیت درگذشت.
«گانگلیون بتسولد»، نوعی تجمع سلول‌های گانگلیونی در دیوارهٔ بین دهلیزی قلب است که توسط او در سال ۱۸۶۳ تشریح شد.

## بیشتر بخوانید
- Steudel, Johannes. Bezold, Albert von. Vol. 2. pp. 110–111.